# Evolutionaire systematiek
Evolutionaire systematiek en evolutionaire taxonomie probeert organismen te classificeren met behulp van een combinatie van fylogenetische verwantschap en morfologische overeenkomstigheid. 
Evolutionaire systematiek verschilt van strikte cladistiek, waarbij alle taxa in een classificatie altijd alle nakomelingen van een enkel voorouderlijk punt moeten omvatten. Het laat daarmee dus parafyletische taxa toe, die volgens de evolutionair-systematische definitie ook monofyletisch zijn, want afgeleid van een enkele voorouder. Het onderscheidt parafyletische groepen van holofyletische groepen die alle afstammelingen van een enkele voorouder omvat. 